# البحتري
أَبُو عِبَادَةِ اَلْوَلِيدْ بْنْ عُبَيْدْ بِنْ يَحْيَى اَلتَّنُوخِي اَلطَّائِيّ المعروف بِالْبُحْتُرِيِّ (204 هجري - 280 هجري)؛ أحد أشهر الشعراء العرب في العصر العباسي.
يقال لشعره سلاسل الذهب، وهو أحد الثلاثة الذين كانوا أشهر أبناء عصرهم، المتنبي وأبو تمام والبحتري، قيل لأبي العلاء المعري: أي الثلاثة أشعر؟ فقال: المتنبي وأبو تمام حكيمان وإنما الشاعر البحتري.
ولد في منبج إلى الشمال الشرقي من حلب في سوريا. ظهرت موهبته الشعرية منذ صغره. انتقل إلى حمص ليعرض شعره على أبي تمام، الذي وجهه وأرشده إلى ما يجب أن يتبعه في شعره. كان شاعرًا في بلاط الخلفاء: المتوكل والمنتصر والمستعين والمعتز بن المتوكل، كما كانت له صلات وثيقة مع وزراء في الدولة العباسية وغيرهم من الولاة والأمراء وقادة الجيوش. بقي على صلة وثيقة بمنبج وظل يزورها حتى وفاته. خلف ديوانًا ضخمًا، أكثر ما فيه في المديح وأقله في الرثاء والهجاء. وله أيضًا قصائد في الفخر والعتاب والاعتذار والحكمة والوصف والغزل. كان مصورًا بارعًا، ومن أشهر قصائده تلك التي يصف فيها إيوان كسرى والربيع. حكى عنه: القاضي المحاملي، والصولي، وأبو الميمون راشد، وعبد الله بن جعفر بن درستويه النحوي.
وعاش سبع وسبعين سنة. ونظمه في أعلى الذروة.
وقد اجتمع بأبي تمام، وأراه شعره، فأعجب به، وقال: أنت أمير الشعر بعدي. قال: فسررت بقوله. وقال المبرد: أنشدنا شاعر دهره، ونسيج وحده، أبو عبادة البحتري. وقيل: كان في صباه يمدح أصحاب البصل والبقل. وقيل: أنشد أبا تمام قصيدة له، فقال: نعيت إلي نفسي
ومعنى كلمة البحتري في اللغة العربية: قصير القامة.

## حياته
ولد البحتري بمنبج من أعمال حلب في سوريا سنة (821م/204 هـ)، ونشأ في قومه الطائيين فتغلبت عليه فصاحتهم، تتلمذ لأبي تمام وأخذ عنه طريقته في المديح ثم أقام في حلب وتعلم هناك ملكة البلاغة والشعر وأحب هناك (علوة) المغنية الحلبية التي ذكرها كثيرًا في قصائده. ثم تنقل بين البلاد السورية وغيرها، وهو ميدان للقلق والاضطراب، والخلافة ضعيفة لاستيلاء الأتراك على زمام الأمور. فتردد الشاعر في بغداد على دور عليتها. واتصل بالمتوكل فحظي لديه وأصبح عنده شاعر القصر ينشد الأشعار فتغدق عليه الأموال الوافرة.
ولما قتل المتوكل ووزيره الفتح بن خاقان لبث الشاعر يتقلب مع كل ذي سلطان، حتى عاد سريعًا إلى منبج يقضي فيها أيامه الأخيرة فأدركته المنية سنة (897م/280هـ) ودفن في مدينة الباب.

## آثاره
للبحتري ديوان شعر كبير طبع مرارًا في القسطنطينية ودمشق ومصر وبيروت. وقد شرح أبو العلاء المعري قديمًا هذا الديوان وسماه عبث الوليد.

## شعره
البحتري بدوي النزعة في شعره، ولم يتأثر إلا بالصبغة الخارجية من الحضارة الجديدة. وقد أكثر من تقليد المعاني القديمة لفظيا مع التجديد في المعاني والدلالات، وعرف عنه التزامه الشديد بعمود الشعر وبنهج القصيدة العربية الأصيلة ويتميز شعره بجمالية اللفظ وحسن اختياره والتصرف الحسن في اختيار بحوره وقوافيه وشدة سبكه ولطافته وخياله المبدع.

### غزله
غزل [البحتري] بديع المعاني متدفق العاطفة، ويلحظ ذلك في القصائد التي بدأها بذكر علوة تلك المغنية التي احبها في حلب فهو حقيقي الشعور متوثب العاطفة. وهو على كل حال عامر بالرقة والحلاوة، مستوفي الجمال الفني. وقد دعي البحتري ((شاعر الطيف)) لإكثاره من ذكر خيال الحبيب...إلخ
وقال :
ومن غزله قوله في حبيبته:

### الرثاء
أسلوب البحتري في الرثاء فخم جليل تغطي فيه العاطفة الفنية على العاطفة الحقيقية. وأحسن رثائه ما قاله في المتوكل.
ومن قوله يرثي المتوكل وقد قتل غيلة وكان حاضرا:

### الحِكَم
اجتزأ فيها البحتري بالمعاني الشائعة القريبة المنال ،ابتعد عن التعقيد وكان الأفضل عند من يفضلون سهولة المعاني، ووضوح الألفاظ، وكانت أيضا ألفاظه وليدة الاختبار البسيط.
من قوله في الحِكَم:
وقوله:
وقال أيضا:
وله أيضا:

### المدح
يقول في مدح المتوكل:

### البحتري شاعر الوصف
- وصف الطبيعة: ضمن البحتري هذا الوصف لوحات عديدة جمع فيها ألوانًا مختلفة من مباهج الطبيعة. وقد كانت أوصافه في الطبيعة على الإجمال قليلة الحظ من الابتكار، تقليدية في أغلبها، غير أن البحتري تمكن من ترقية هذا التقليد إلى درجة رفيعة من التفوق والشخصية والأصالة. وقد ابتدع طريقة خاصة تقوم باختيار التفاصيل الطريفة المحسوسة لتأليف لوحات متناسقة تروع بائتلافها وتؤثر بما يبثه فيها من حياه وحركة، وبما يجعل فيها من موسيقى رائعة.

من قصائده في الربيع:

### وصف العمران
أولع البحتري بمظاهر العمران ووصف القصور وما إلى ذلك. وقد أبدى في وصفه براعة في تخير التفاصيل الناتئة، ودقة في رسم تلك التفاصيل رسمًا حسيًا وانفعالًا نفسيًا شديدًا.
ومن قوله يصف بركة المتوكل:

### وصف الأندلس
من الموضوعات التي شاعت في الأندلس وازدهرت كثيرًا شعر وصف الطبيعة وهذا موضوع في الشعر العربي منذ العصر الجاهلي إذ وصف الشعراء صحراءهم وتفننوا في وصفها لكن هذا الوصف لم يتعد الجانب المادي وفي العصر الأموي والعباسي عندما انتقل العرب المسلمون إلى البلدان المفتوحة وارتقت حياتهم الاجتماعية أضافت على وصف الطبيعة وصف المظاهر المدنيَّة والحضارة وتفننوا، فمن ذلك فقد وصف الطبيعة عند الشعراء العباسيين أمثال النجدي والصنوبري وأبي تمام وأبي بكر النجدي الذي عاش في بيئة حلب ولكن ما الجديد الذي جاء به الأندلسيون بحيث أن هذا الموضوع أصبح من الأغراض والموضوعات التي عُرف بها أصل الأندلس.

## اتجاهه الشعري
كان البحتري ذا خيال صافٍ وذَوْقٍ سليم. وهو من اطبع شعراء العرب. ويرى أن الشعر لمح، ومذهبه فيه مذهب امرئ القيس. أما فن البحتري فيقوم على زخرف بديعي يأخذ به في اقتصاد وذوق، وعلى موسيقى ساحرة تغمر جميع شعره، وتأتي عن حسن اختيار الألفاظ والتراكيب التي لا يشوبها تعقيد ولا غرابة ولا خشونة بل تجري مؤتلفة في عناصرها وفي تسلسلها، موافقة للمعنى، تشتد في موقع الشدة وتلين في موقع اللين.

## وصلات خارجية
- الديوان: ديوان البحتري
- هنا ديوان البحتري كاملا من بوابة الشعراء
- صفحة البحتري على موقع أبجد
- صفحة اقتباسات البحتري على موقع أبجد